# Pere II de Santcliment
Pere II de Santcliment (Barcellona, XIII secolo – Barcellona, 1350) è stato un politico e ammiraglio spagnolo.

## Biografia

### Origini familiari
Pere II de Santcliment nacque a Barcellona nella seconda metà del XIII secolo, figlio maggiore ed erede di Pere I de Santcliment e nipote di Bernat de Santcliment. Sia il padre sia il nonno furono alti funzionari reali della Corona d'Aragona. Ebbe cinque fratelli e una sorella: Jaume, Francesc, Ramon, Bernat, Nicolau e Constança. 

### Carriera politica
Pere occupò cariche pubbliche sia nell'ambito strettamente municipale barcellonese sia in quello, più vasto, catalano. Nel primo ambito fu membro del Consell de Cent in diverse occasioni, nel 1312, 1314, 1316, 1319 e arrivò a essere conseller quart di Barcellona nell'anno 1337. 
Per quanto riguarda l'ambito del governo territoriale, dopo essere stato veguer di Girona e Besalú, lo fu di Barcellona dal 1330 all'inizio del 1334. 
Sempre nel 1332 fu chiamato a difendere la Sardegna, dove aveva proprietà. 
Nel 1339 fu designato come reformador in Sardegna insieme a Bernat Boixó e Guillem de Torres, però vi sono dubbi circa la possibilità che abbia ricoperto effettivamente la carica.

### Carriera militare
Nella primavera del 1332, mentre ricopriva la carica di veguer di Barcellona, i consellers della città gli chiesero di capitanare come ammiraglio la flotta che stavano armando contro i genovesi. Per questo fu autorizzato da Alfonso IV d'Aragona a nominare un sostituto per la vegueria. 

### Morte
Morì a Barcellona intorno al 1350.

## Discendenza
Tra i suoi figli vi furono:
- Guillem, l'erede, che sposò Constança Desplà (appartenente ad una delle più cospicue famiglie del patriziato barcellonese);
- Gelabert;
- Marquesa, la quale sposò Jaume de Gualbes;
- Constança, la quale sposò Deuslovol de Cànoves;
- un'altra figlia che sposò un membro della famiglia Burgués;
- Huguet.